# Ламах Аліна Миколаївна
Аліна Миколаївна Ламах (19 листопада 1925, Ніжиловичі — 25 квітня 2020) — українська художниця тканин; член Спілки радянських художників України з 1978 року. Дружина художника Валерія Ламаха, мати художниці Людмили Ламах.

## Біографія
Народилася 19 листопада 1925 року в селі Ніжиловичах (нині Бучанський район Київської області, Україна). Навчалася у Ворошиловградському державному художньому училищі. Член КПРС з 1952 року. 1954 року закінчила Львівський інститут прикладного і декоративного мистецтва, де її викладачами були Микола Бавструк, Вітольд Манастирський.
Упродовж 1954–1981 років працювала художницею жаккардової декоративної тканини на Дарницькому шовковому комбінаті у Києві. У 1977 році нагороджена орденом «Знак Пошани». Жила в Києві, в будинку на Русанівській набережній № 16, квартира 85. Померла 25 квітня 2020 року.

## Творчість
Працювала в галузі декоративно-ужиткового мистецтва (художній текстиль). Авторка гобеленів, графічних пейзажів і натюрмортів. Серед робіт:
графіка
- «Татарник» (1972);
- «Осінній букет Іссик-Куля» (1972);
- «Трави» (1972);
- «Карельський камінь» (1976);

жаккардові килими (1955—1960)
- «Український»;
- «Богдан Хмельницький»;
- «Оленятка» (дитячий килимок);

декоративні меблеві тканини
- «Українські мотиви»;
- «Листя»;
- «Хвиля»;
- «Плетінка»;
- «Каштани»;

гобелени
- «Трави» (1974);
- «Катерина Білокур» (1984);
- «Карелія» (1993; вовна, льон);
- «Весняні квіти» (1999);
- «Спогади» (2000);
- «Мальви» (2001);
- «Дама з єдинорогом» (2011—2013; вовна, шовк, мерсеризована бавовна).

Брала участь у всеукраїнських, всесоюзних, зарубіжних мистецьких виставках з 1957 року. Персональні виставки відбулися у Києві у 1996 і 2000 роках.